# Punakaiki
Punakaiki is een kleine nederzetting aan de West Coast van het Zuidereiland van Nieuw-Zeeland, gelegen tussen Westport en Greymouth. De plaats ligt aan de rand van het nationaal park Paparoa. Door het dorp loopt de State Highway 6.
De Pannenkoekrotsen (Engels: Pancake Rocks) aan 'Dolomite Point' ten zuiden van de nederzetting zijn een populaire toeristische trekpleister. De Pannenkoekrotsen bestaan uit een groep van sterk verweerde kalksteenrotsen waar de Tasmanzee tijdens hoog tij door een aantal verticale blaasgaten breekt. Het kalksteen lijkt hier gelaagd te zijn op de 'pannenkoeken'-manier. Dit is veroorzaakt door enorme druk op de wisselende harde en zachte lagen van zeedieren en plantenresten.
In en rond de Pannenkoekrotsen zijn een aantal wandelpaden aangelegd, waarvan delen ook toegankelijk zijn voor rolstoelgebruikers. Anderen bestaan uit trappen die omhoog en naar beneden leiden langs de rotsen.

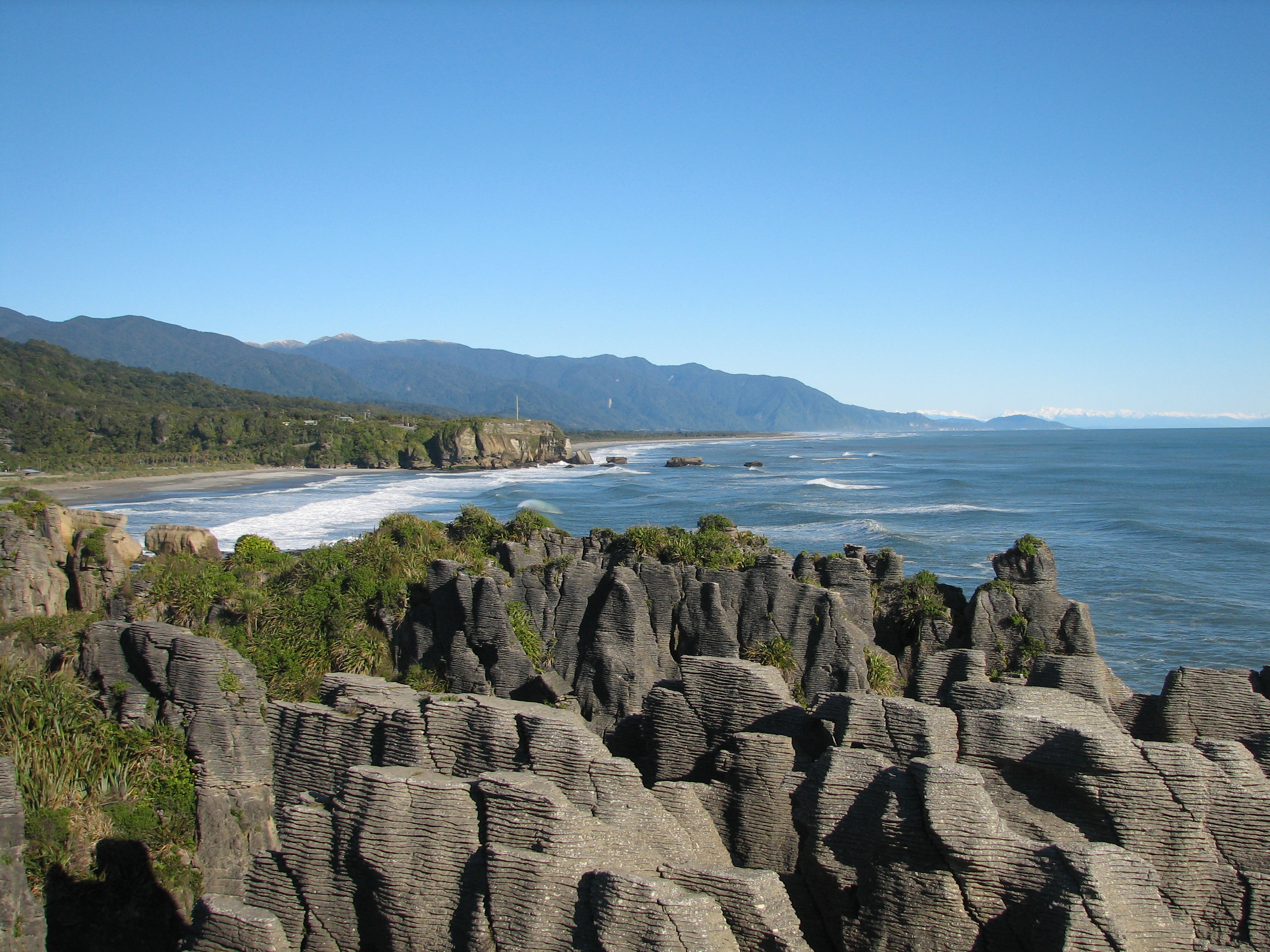
Gezicht op het gebied ten zuiden van de Pannenkoekrotsen
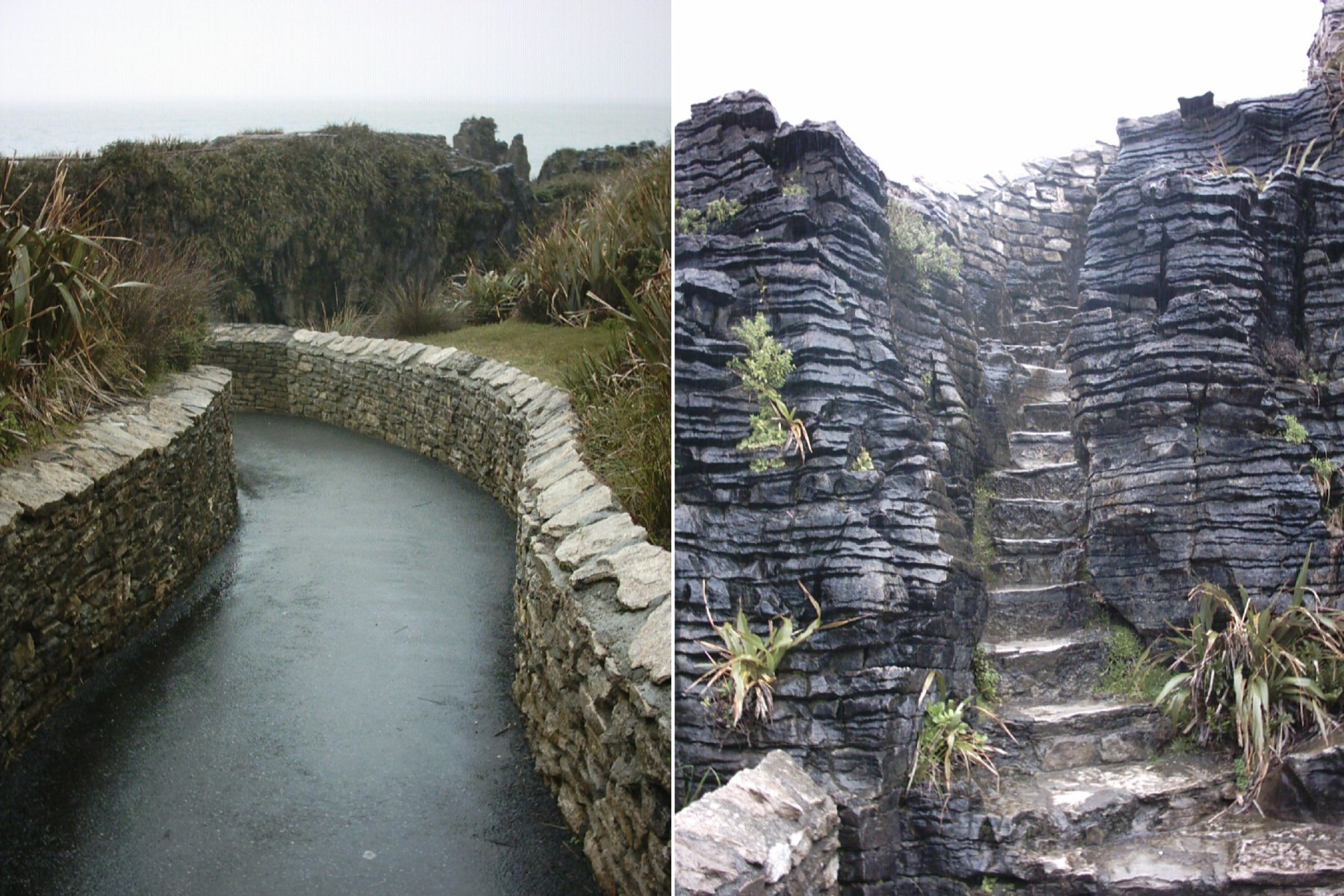
Wandelpaden rond de Pannenkoekrotsen
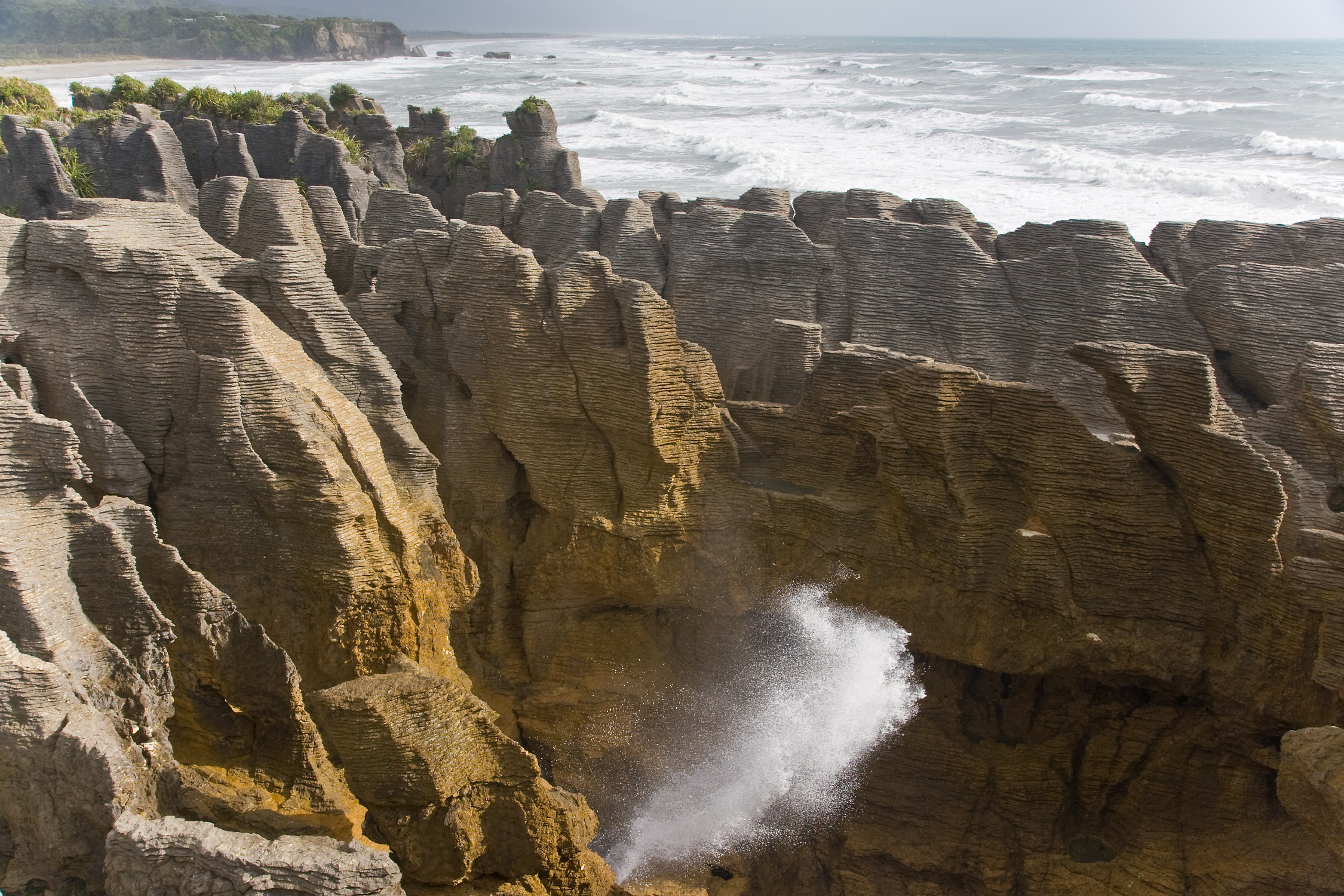
Pannenkoekrotsen nabij Punakaiki ongeveer een uur voor hoog tij